# منچاکا (تگزاس)
منچاکا (به انگلیسی: Manchaca) یک منطقهٔ مسکونی در ایالات متحده آمریکا است که در شهرستان تراویس، تگزاس واقع شده‌است. منچاکا ۴٫۹ کیلومتر مربع مساحت و ۱٬۱۳۳ نفر جمعیت دارد.